# Овсянниково (посёлок, Дмитровский городской округ)
Овсянниково — посёлок в Дмитровском районе Московской области, в составе Сельского поселения Габовское.

## География
Посёлок расположен на юге района, примерно в 25 км на юг от Дмитрова, у системы мелиоративных каналов левого берега реки Волгуша, высота центра над уровнем моря 196 м. Ближайшие населённые пункты менее, чем в 500 м — Акишево, Глазово и Бабаиха.

## История
До 2006 года Овсянниково входило в состав Габовского сельского округа.
Постановлением Губернатора Московской области от 21 февраля 2019 года № 75-ПГ категория населённого пункта изменена с «деревня» на «посёлок».

## Население
| 2002 | 2006 | 2010 |
| ---- | ---- | ---- |
| 24   | ↘23  | ↘17  |